# Johannes Oertel (Politiker)

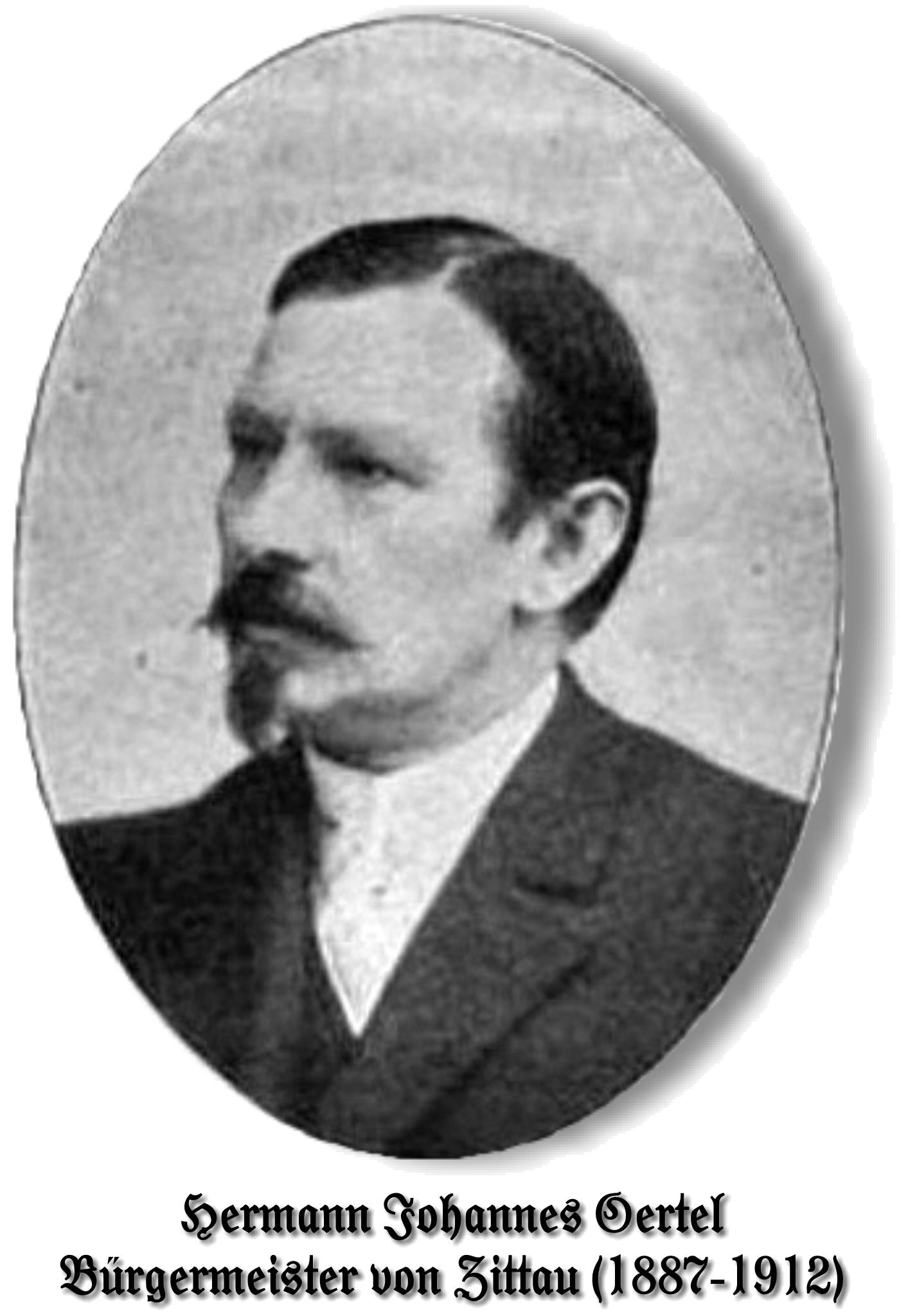
Hermann Johannes Oertel

Hermann Johannes Oertel (* 14. Februar 1840 in Radeberg; † 11. Oktober 1916 in Tännicht) war ein deutscher Kommunalpolitiker. Er war von 1887 bis 1904 Bürgermeister und von 1904 bis 1912 Oberbürgermeister von Zittau.

## Leben und Wirken
Oertel war ein Sohn des Radeberger Stadtschreibers Konrad Oertel und dessen Frau Louise, geborene Croll. Er studierte an der Universität Leipzig die Rechtswissenschaften. Im Sommer 1860 wurde er Mitglied der Leipziger Universitäts-Sängerschaft zu St. Pauli. Er wurde 1868 als Rechtsanwalt immatrikuliert. Dabei wird er als Bürgermeister von Elterlein genannt. Bei seiner 1872 erfolgten Trauung mit Emilie Thekla Stengel (1851–1932) wurde Oertel als Bürgermeister von Eibenstock bezeichnet, jedoch bereits 1875 als solcher nach Kamenz versetzt. Er war seit 1886 Ratsherr in Zittau und wurde mit Beginn des Jahres 1887 Nachfolger von Ludwig Haberkorn im Amt des Bürgermeisters.
Während seiner Amtszeit erfolgte der Ausbau der städtischen Infrastruktur. 1889 wurde der Schlachthof eröffnet. Im Jahre 1893 wurde die 2. Bürgerschule (Parkschule) eingeweiht. Später entstanden noch die 3. und 4. Bürgerschule, die Hilfsschule, der Albertstift, die Webschule sowie die Handwerker- und Gewerbeschule.
Nachdem sich die für die Oberlausitzer Gewerbe- und Industrieausstellung 1902 angelegte Ausstellungsbahn als erfolgreich gezeigt hatte, nahm zwei Jahre später die Städtische Straßenbahn Zittau den Betrieb auf. Am 21. November 1904 lieferte das auf dem Sauplan in der Böhmischen Vorstadt errichtete Elektrizitätswerk nach einer Bauzeit von 294 Tagen den ersten Strom; gewonnen wurde er aus Braunkohle von der Friedrichsgrube in Hartau. Weiterhin wurde die Regulierung der Mandau abgeschlossen sowie die Weberkirche und der Marsbrunnen saniert.
Oertel war seit 1887 Mitglied der Oberlausitzischen Gesellschaft der Wissenschaften und zwischen 1901 und 1911 deren Repräsentant.
1912 trat er in den Ruhestand und zog auf das aus dem Familienbesitz seiner Frau überkommene Hammergut Tännicht im Westerzgebirge. Die Stadt Zittau ehrte ihn durch die Benennung des Oertelplatzes.